# Anigouran
Anigouran (en touareg : Aniguran), aussi appelé Aligouran, Arigullan ou Amamellen, est un personnage de la mythologie des Touaregs. Il apparaît dans de nombreux récits transmis par leur tradition orale. Anigouran est caractérisé par son intelligence exceptionnelle et son goût pour les énigmes. On lui attribue l'invention du tifinagh, l'alphabet berbère, et les inscriptions utilisant cet alphabet gravées sur les rochers du massif de l'Aïr ; on fait aussi de lui l'inventeur mythique de plusieurs jeux.

## Dans la mythologie touarègue
Les récits consacrés à Anigouran mettent en scène des aventures dans lesquelles son intelligence et sa ruse lui permettent de se sortir de situations difficiles. Ils mettent aussi en scène sa rivalité avec son neveu Adelasegh, dont la grande intelligence provoque la jalousie d'Anigouran, qui tente de le tuer à plusieurs reprises, mais finit par se réconcilier avec lui. À un moment où Adelasegh et sa sœur ont été capturés par des brigands et où Anigouran, finalement décidé à se réconcilier avec son neveu, ne parvient pas à retrouver leur trace, Anigouran grave sur les rochers du désert des messages codés en tifinagh que seuls Adelasegh et sa sœur pourront décoder, afin de leur indiquer le chemin du retour vers son campement. Ce récit fournit ainsi une explication mythologique de la présence actuelle d'inscriptions en tifinagh dans le désert.

## Audiovisuel
Dans le film d'animation français Kirikou et les hommes et les femmes, réalisé par Michel Ocelot en 2012, Kirikou rencontre un jeune touareg appelé Anigouran qui pourrait être le fameux héros. D'abord craint par les amis de Kirikou, Anigouran sauve ensuite l'une des leurs de l'attaque imminente d'une panthère et s'acquiert ainsi leur amitié.